# Zero Time Dilemma
Zero Time Dilemma (jap. ZERO ESCAPE 刻のジレンマ Zero Escape: Toki no Jirenma) – komputerowa gra przygodowa produkcji Chime. Wydana na Nintendo 3DS i PlayStation Vita w czerwcu 2016 roku, przez Spike Chunsoft w Japonii, a w Europie i Ameryce Północnej przez Aksys Games. Wersja na Microsoft Windows została wydana na całym świecie przez Spike Chunsoft, także w czerwcu 2016 roku. Wersja na PlayStation 4 została zapowiedziana na rok 2017. Gra jest trzecią odsłoną serii Zero Escape po Nine Hours, Nine Persons, Nine Doors (2009) i Virtue’s Last Reward (2012).

## Fabuła
Akcja gry umiejscowiona jest w chronologii serii pomiędzy wydarzeniami opisanymi w Nine Hours, Nine Persons, Nine Doors, a wydarzeniami z gry Virtue’s Last Reward. Gra opowiada historię dziewięciu osób zamkniętych w podziemnym schronie i zmuszonych do udziału w grze na śmierć i życie pod nazwą Decision Game, prowadzoną przez zamaskowaną postać przedstawiającą się jako Zero. Schron podzielony jest na trzy części, z których w każdej umieszczono trzy osoby, dzieląc graczy na trzy drużyny: C, Q i D. Aby dostać się do windy prowadzącej na powierzchnię, bohaterowie potrzebują poznać sześć haseł – po śmierci jednej z postaci pozostali bohaterowie poznają jedno z haseł. Bohaterowie noszą bransolety, z których każda co 90 minut uwalnia do organizmu noszącego substancję wywołującą utratę pamięci.

## Rozgrywka
Zero Time Dilemma to gra przygodowa składająca się z wielu rozdziałów, z których każdy w fabule gry trwa 90 minut. Rozdziały to albo sekcje narracyjne, przedstawiające wydarzenia w postaci przerywników filmowych, albo sekcje ucieczki, w trakcie których gracz rozwiązuje łamigłówki.

## Odbiór
Gra Zero Time Dilemma została pozytywnie odebrana przez krytyków na wszystkich trzech platformach, na których została wydana, i, według agregatora Metacritic, była najlepszą po Steins;Gate 0 grą na PlayStation Vita wydaną w 2016 roku. W tydzień po wydaniu w Japonii, sprzedała się tam w 5735 kopiach na PSV i 3916 na 3DS, co razem dało sprzedaż w wysokości 9291 kopii. Była to trzecia najlepiej sprzedająca się w Europie gra na PSV w czerwcu 2016, mimo tego, że została wydana na 3 dni przed końcem miesiąca.